# Вербицкий, Анатолий Всеволодович
Анато́лий Все́володович Верби́цкий (3 февраля 1926, Москва — 4 июля 1977, Москва) — советский актёр театра и кино, заслуженный артист РСФСР (1962).

## Биография
Родился 3 февраля 1926 года в Москве. Сын мхатовского актёра Всеволода Алексеевича Вербицкого (1896—1951) и Юлии Владимировны Вербицкой (1900—1976), племянник по материнской линии Павла Массальского. Бабушка Анатолия А. А. Вербицкая была русской писательницей.
Будучи учеником девятого класса школы, в первые годы Великой Отечественной войны начал работать во МХАТе, эвакуированном в Саратов, — сначала рабочим в столярных мастерских, потом — как участник массовых сцен.
В 1947 году Анатолий окончил Школу-студию МХАТ и с этого же года являлся до конца жизни артистом в труппе МХАТа.
Всесоюзную известность актёру принесла роль Григория Александровича Печорина в фильме «Княжна Мери» (1955).
В последние годы карьера в театре у актёра складывалась неудачно, новых ролей он не получал. У Вербицкого была тяжелая депрессия.
4 июля 1977 года вместе с женой, актрисой Луизой Кошуковой, они собирались на гастроли. В аэропорту актер внезапно взял свои вещи и ушёл. Супруга удивилась, но решила, что тот просто что-то забыл и прилетит следующим рейсом. Но этого не произошло — вернувшись в свою квартиру, он покончил с собой, открыв все конфорки газовой плиты. Перед смертью актёр разложил на полу бумаги, на которых были переписанные лично им стихотворения любимых поэтов.
Похоронен на Новодевичьем кладбище рядом с отцом и матерью (2-й участок, 8-й ряд).
Был женат на актрисе МХАТа Луизе Александровне Кошуковой (1925—2006).

## Творчество

### Театральные работы
МХАТ
- 1948 — «Воскресение» по роману Л. Н. Толстого — Защитник
- 1949 — «Домби и сын» по Ч. Диккенсу — Уолтер Гэй
- 1949 — «Мещане» М. Горького — Нил
- 1950 — «Вторая любовь» Е. Мальцева и Н. А. Венкстерн — Ракитин, секретарь райкома
- 1950 — «Разлом» Б. А. Лавренёва — 1-й мичман и 2-й мичман
- 1952 — «Залп „Авроры“» М. Большинцова и М. Э. Чиаурели —  Тимур
- 1953 — «Ломоносов» Вс. В. Иванова — Поповский
- 1953 — «Последние дни» М. А. Булгакова — Дантес
- 1954 — «За власть Советов!» по В. П. Катаеву — Ахунбаев
- 1954 — «Лермонтов» Б. А. Лавренёва — Валуев, Браницкий, Барант
- 1955 — «Двенадцатая ночь» У. Шекспира — граф Орсино
- 1957 — «Дворянское гнездо» по роману И. С. Тургенева — Паншин
- 1960 — «Братья Карамазовы» по Ф. М. Достоевскому — Алеша
- 1960 — «Смерть коммивояжёра» А. Миллера — Биф
- 1961 — «Над Днепром» А. Е. Корнейчук — Касьян Нечай
- 1963 — «Без вины виноватые» А. Н. Островского — Незнамов
- 1963 — «Платон Кречет» А. Е. Корнейчука — Аркадий Павлович
- 1964 — «Егор Булычов и другие» М. Горького — Тятин
- 1965 — «Чти отца своего» В. В. Лаврентьева — Арсений
- 1968 — «Дни Турбиных» М. А. Булгакова — Шервинский
- 1969 — «Нахлебник» И. С. Тургенева — Елецкий
- 1970 — «Обратный счет» Е. Рамзина — Цезарь Плошицер
- 1972 — «Враги» М. Горького — Михаил Скроботов
- 1974 — «Медная бабушка» Л. Г. Зорина — Абас-Кули-ага, позже — Николай Павлович
- «Идеальный муж» О. Уайльда — мистер Монфорд
- «Анна Каренина» по роману Л. Н. Толстого — граф Алексей Вронский
- «Юпитер смеётся» А. Кронина — Поль Веннер

### Фильмография
- 1949 — «Звезда» — Травкин
- 1952 — «Римский-Корсаков» — Михайлов
- 1954 — «Командир корабля» — Игорь Николаевич Светов
- 1955 — «Княжна Мери» — Печорин
- 1956 — «Долина синих скал» — Василий Павлович Рубан
- 1961 — «Годы девичьи»
- 1962 — «Седьмой спутник (фильм-спектакль)» — поручик
- 1962 — «Двое в степи» — лейтенант
- 1964 — «Сумка, полная сердец» — Андрей, муж Арины
- 1965 — «Мещане (фильм-спектакль)» — Нил, воспитанник Бессемёнова, машинист
- 1966 — «Их знали только в лицо» — Виктор Дель Сарто
- 1968 — «Щит и меч» — Герд
- 1968 — «Замок герцога Синей Бороды» (фильм-спектакль) — молодой герцог Синяя Борода
- 1969 — «Цветы запоздалые» — адвокат
- 1972 — «Нахлебник» (фильм-спектакль) — Павел Николаевич Елецкий
- 1974 — «Блокада» — Николай Герасимович Кузнецов

### Озвучивание мультфильмов
- 1954 — Царевна-лягушка — Иван Царевич
- 1975 — Дядя Фёдор, пёс и кот. Матроскин и Шарик — отец Дмитрий